# Spilosmylus modestus
Spilosmylus modestus är en insektsart som först beskrevs av Gerstaecker 1894.  Spilosmylus modestus ingår i släktet Spilosmylus och familjen vattenrovsländor. Inga underarter finns listade i Catalogue of Life.